# Santa Maria de les Franqueses
El Monestir de Santa Maria de les Franqueses és un bé patrimonial localitzat al municipi de Balaguer, declarat bé cultural d'interès nacional el 17 de 12 desembre de 1984.

## Informació general
A tres quilòmetres de Balaguer s'alcen les restes del cenobi més antic de la ciutat. Al marge dret del riu Segre, a l'horta de Balaguer, es localitza l'església de Santa Maria de les Franqueses i les restes del monestir, que configuraven un conjunt arquitectònic considerat part de l'art romànic català, però amb elements gòtics introduïts per l'orde del Cister. En l'actualitat, només se'n conserva l'església i restes arqueològiques del monestir. Avui dia, a l'interior de l'església, es permet la litúrgia religiosa i el seu espai interior així ho permet, per bé que anys enrere, al seu interior, hi havia restes d'una construcció que servia d'habitatge i de magatzem agrícola que durant molt temps van allunyar les pràctiques religioses del monument.
Es tracta d'un monument que ens serveix com a document històric per entendre la realitat sociocultural, política i artística de la localitat de Balaguer així com del comtat d'Urgell, entre els anys 1186 fins a aproximadament els anys 1700. Una realitat que també ens parla de la resta del territori català de l'època.

## Història
L'any 1186, la comtessa Dolça d'Urgell va rebre del seu fill, Ermengol VIII, unes terres a l'horta de Balaguer amb la finalitat de construir un monestir en aquestes terres. Aquest mateix any es comença la construcció del monestir, que es dona a l'ordre del Cister. Un ordre que es difon per tot Europa amb el suport de diferents monarques, entre d'altres: Lluís VII de França, Ferran II de Lleó o Ramon Berenguer IV de Barcelona. La comunitat de les Franqueses, formada per dones, va gestionar el monestir sota la regla de Sant Benet. El monestir va ser fundat sota l'advocació de la Mare de Déu, seguint la tradició de l'orde cistercenc. És probable, tot i que no se'n te constància documental, que les primeres monges que van arribar amb la fundació, provenien del monestir cistercenc de Vallbona de les Monges, aquest fundat l'any 1173.

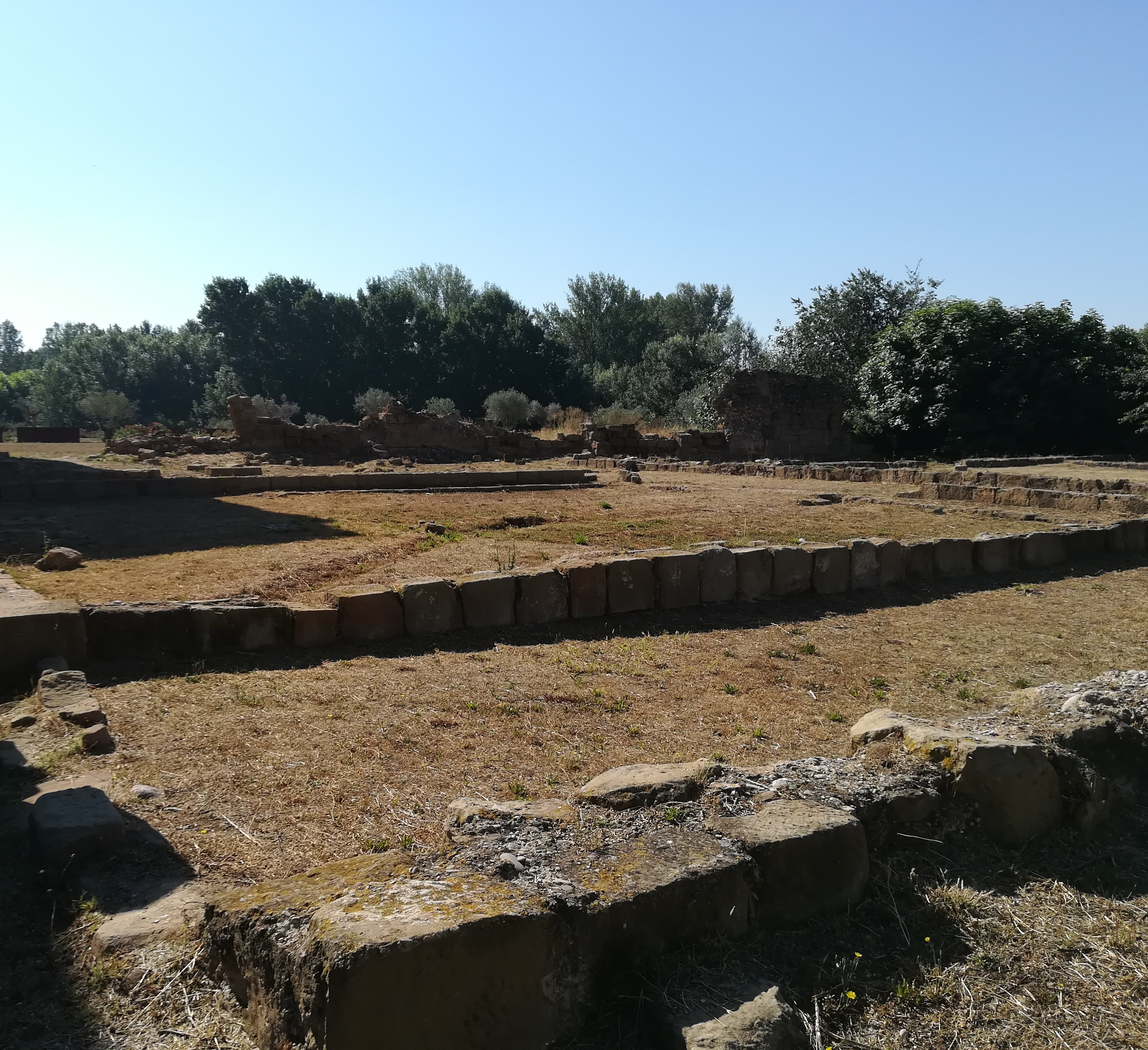
Vista de les restes del monestir, Claustre i altres espais.

Aquest monestir va esdevenir un centre de formació religiosa cristiana i en definitiva un centre cultural molt important per a la localitat de Balaguer, en un període on els comtes d'Urgell se centren en la conquesta dels territoris musulmans i la repoblació dels territoris conquerits. En aquest sentit els cristians conquereixen la ciutat de Balaguer l'any 1105, però la zona on es construeix el monestir de Santa Maria de les Franqueses no cau sota el control total dels cristians fins a la conquesta de Lleida l'any 1149. Per tant, és important entendre la funció i la rellevància d'aquest centre monàstic i de molts altres, ja que ens ajuda a entendre el perquè de la seva fundació, de les donacions i els privilegis que va rebre el monestir de les Franqueses durant molts anys. Ja que no només es tractava d'un centre de foment de la religió, a més, gestionava i controlava les terres sota el seu poder, que en un principi eren properes al monestir, però, com veurem més endavant, posteriorment també gestionarà territoris llunyans.
Des de l'any de la fundació del monestir fins a, aproximadament, l'any 1224, els béns patrimonials monàstics van anar creixent, així es veu reflectit a diversos documents de tota mena, com per exemple documents de donacions, compres, vendes, entre d'altres. Entre aquests documents també ens arriba informació de les diferents abadesses que al llarg d'aquest període van rebre donacions o adquirir béns. El 1186 la propietat del monestir es limitava a una partida de terres a prop de Balaguer, on es localitzà, així es pot veure en l'acta fundacional. Posteriorment compta amb dos nuclis d'expansió a Penelles i Baells. Fins al 1206 els territoris sota la seva propietat s'aniran estenent incloent Vilanova de la Barca, Térmens, Pedrís, Ores i van obrir centres a Tamarit, Calassanç, Albelda i a territoris que s'estenien per la ribera dels rius Segre i Sió. Entre 1206 i 1224 amplia propietats a Balaguer, Vilanova de la Barca, el Castell de Montmur i Menàrguens. Les dificultats per gestionar certs territoris, possiblement van influir en la crisi econòmica que experimentà a partir, aproximadament, del segle xiv, quan a més, els religiosos, rendes i les donacions van disminuir significativament. Davant aquesta situació es van vendre bens patrimonials de diferent tipus, així i tot no va ser suficient per salvar l'economia del monestir. A més, es va arribar a infeudar el monestir a Pere de Nula de Lleida. Aproximadament cap a l'any 1470, el Papa Sixt IV va emetre una butlla de supressió, per ordenar que les rendes es lliurin a l'Abat de Poblet, que gestionà el monestir i les terres per mitjà de monjos. L'any 1700 els monjos al càrrec venen el monestir a Francesc Portolà de Balaguer, ja en aquesta època en ruïnes.

## Estat de conservació i aspectes relacionats
Del conjunt arquitectònic monàstic es conserva l'església, de la resta només es conserven restes arqueològiques. Es pot veure amb facilitat, sobre el terreny, restes d'un mur perimetral que envoltava el conjunt, el claustre, el celler, i altres estances del monestir. El terreny construït ocupa un espai considerable, tot i ixi, no es tractava d'un conjunt de grans dimensions, com altres que es poden trobar dins el territori català, pertanyents a l'orde cistercenc. L'església mesura una extensió longitudinal d'uns 30,5 m, el creuer uns 18,70 m i els murs mesuren aproximadament uns 1,8 m d'amplada. L'església se situa al nord del conjunt i darrere del mur sud de la nau central de l'església es localitzen les restes arqueològiques de la resta del monestir. El material principal emprat en la construcció és pedra sorrenca, una pedra especialment sensible al desgast sota l'exposició als fenòmens ambientals, això sumat al fet que l'emplaçament i l'església es van aprofitar com habitatge i magatzem agrícola, ens ajuda a entendre l'estat actual de conservació en què es troba. Pel que fa a l'habitatge i el magatzem agrícola, es pensa que es van construir durant el segle xviii i es va mantenir fins a l'any 2004, quan es duen a terme les primeres intervencions de protecció sobre aquest patrimoni.
Probablement, entre els últims anys sota el control del Monestir de Poblet i la venda que es fa l'any 1700, les seccions que avui manquen van patir molt, a conseqüència de la mínima intenció de mantenir el monestir en bon estat, ja que en aquell període ja no complia la mateixa funció amb la qual es va fundar. Sobre aquest aspecte, cap al 1650 Monfar escriu: "es conserven els claustres i dormitoris, altres estances del monestir, però amenacen ruïna per què fa molts anys que es inhabitat".
Atenent el tema de la conservació i l'aspecte que avui dia presenta el monument, des de l'any 2003 fins a l'any 2015, s'han dut a terme diferents tipus d'intervencions, la majoria d'aquestes intervencions dedicades a la conservació preventiva i a excavacions arqueològiques.
Per tant, per concloure aquest apartat, podem dir que l'estat de conservació estructural actual de l'església és bo, tot i l'aspecte desfavorit que presenta en alguna secció exterior de l'edifici.

## Descripció arquitectònica i dels elements decoratius
L'edifici s'aixeca sobre una planta de creu llatina, formada per una única nau central de tres seccions, coberta amb volta de canó apuntada i un transsepte d'única nau i tres seccions coberta amb volta de canó de perfil semicircular. La capçalera, a l'est de l'església, és formada per tres absis, tots tres semicirculars per bé que des de l'exterior només es veu semicircular el central, de majors dimensions i cobert amb una volta de quart d'esfera. Els altres dos absis o absidioles se situen un a cada banda de l'absis central, just darrere de cada braç del transsepte, exteriorment presenten un cos amb forma prismàtica. Cada braç del creuer es cobreix amb una volta de mig punt.
La nau central presenta dos arcs torals lleugerament apuntats sostinguts per columnes adossades a pilastres que no arriben a terra, exactament s'alcen del terra uns 2 m. Les columnes acaben en culs-de-llàntia. A la capçalera, l'arc triomfal és un altre arc toral de mig punt que descansa en columnes adossades a pilastres, en aquest cas sí que arriben fins a terra. Veiem un arc rebaixat acabat en culs-de-llàntia prismàtics que probablement suportava un cor, aquest a la zona dels peus de l'església. Els braços del transsepte s'obren per mitjà d'arcs formers.

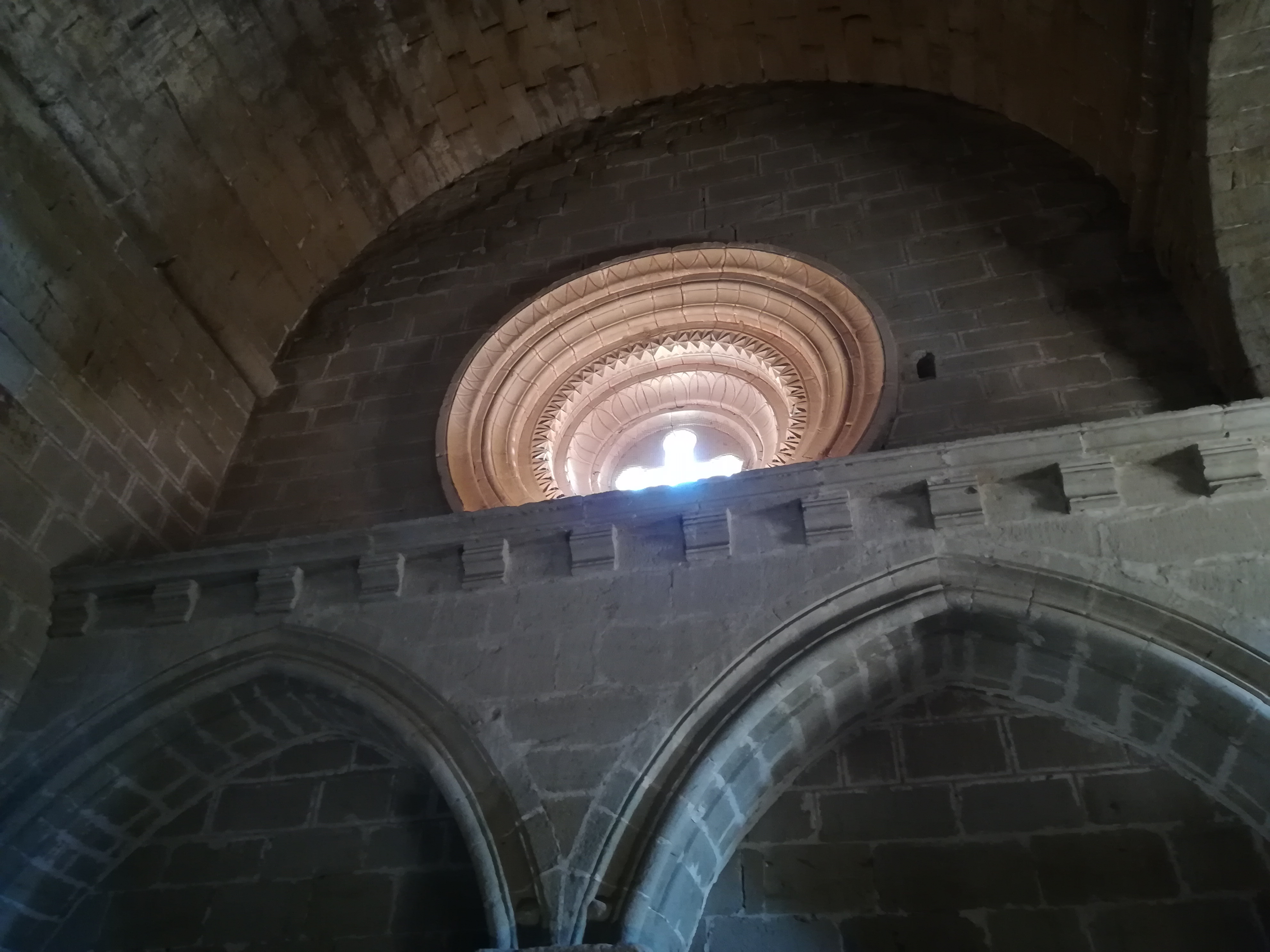
Rosassa vista des de l'interior

Referent a les portes d'accés, se'n conserven tres, la més tardana als peus de l'església i una a cada braç del transsepte. L'entrada situada als peus de l'església presenta tres arquivoltes llises, amb boet i motllures de mitjacanya. La porta que se situa al braç sud del transsepte, connectava amb el claustre i així es pot constatar gràcies a les restes a nivell de terra. Aquesta porta presenta dues arquivoltes, una llisa i l'altra decorada amb bossell. Pel que fa a l'entrada del braç nord del transsepte, la porta presenta una arquivolta llisa i un tipus de guardapols, format amb motllures de bossell, "mitjacanyes i fi boet exterior".
L'església presenta diferents punts d'obertures cap a l'exterior o finestres per permetre l'entrada de la llum natural al seu interior. A l'absis central se situen tres finestres de doble esqueixada, amb arcs de mig punt i una arquivolta llisa. Les absidioles laterals presenten una finestra cadascuna, d' "encaixada simple, amb arquet de mig punt tallat en pedra monolítica rectangular". A més, una rosassa de cinc anells i guardapols al braç nord del transsepte, al braç sud del transsepte una altra finestra, en aquest cas amb arc de mig punt adovellat. Just per damunt de l'entrada més tardana hi ha una gran finestra considerada gòtica.
A la façana superior es projecta una cornisa lleument motllurada amb mènsules per sota. Aquesta cornisa gairebé es projecta per totes les façanes superiors. La coberta de l'església es tanca a l'exterior amb lloses, amb un sostre a dues aigües que es compon de 4 nivells.
Les obres de construcció avançaren lentament, com ho proven les diferents obertures i motllures, que marquen el pas del segon quart del segle xiii (com la rosassa del braç esquerre del creuer) al, probablement, primer quart del segle XIV (la porta dels peus de la nau i la finestra gòtica que hi ha damunt seu). En tot cas, tot i tractar-se d'un monestir cistercenc, la seva arquitectura respon plenament a exemples romànics pròxims com el de Sant Ruf de Lleida.
Per tant, l'església es comença a construir al darrer quart del segle xii, amb afegits estructurals del segle xiii i finals del XIV. Els diferents elements decoratius i estructurals, remarquen aquesta dilatació en el temps en relació amb al procés constructiu de l'edifici. Podem parlar de certs elements arquitectònics comuns a l'arquitectura cistercenca, però els historiadors remarquen el fet que molts d'aquests elements són comuns en altres construccions, de la mateixa època, que no pertanyen a l'orde del Cister. Un exemple d'aquest fet és l'església benedictina de Santa Maria de Xalamera, que comparteix moltes semblances amb Santa Maria de les Franqueses i que no pertany a l'orde del Cister. Per tant, l'arquitectura de finals del segle xii i principis del XIII, sembla ser, era fins a cert punt independent als ordes religiosos que promovia les obres.
Sense deixar de banda tot l'exposat anteriorment, cal destacar l'austeritat pel que fa als elements decoratius, on veiem una via expressiva artística allunyada de les imatges, en aquest sentit sí que podem parlar de cert pes en l'orde cistercenc a l'ora de projectar la decoració i l'escultura de l'edifici. Veiem una decoració senzilla als capitells, la rosassa presenta la mateixa decoració a l'interior que a l'exterior, amb decoració de mitjacanya, boets, puntes de diamants de vuit cares, pètals de baix relleu i una creu grega amb extrems arrodonits. A una de les mènsules de la cornisa es representa un rostre humà. I també cal destacar la qualitat de les motllures.